# Collinsville (Teksas)
Collinsville je gradić u američkoj saveznoj državi Teksas. Prema popisu stanovništva iz 2010. u njemu je živjelo 1.624 stanovnika.